# 硫代硫酸
硫代硫酸是一種硫含氧酸。如硫酸分子之中一個氧原子被硫原子取代，即成硫代硫酸分子。
硫代硫酸於水中會迅速分解，其分解產物視乎環境可包括硫、二氧化硫、硫化氫、多硫化氢、硫酸及连多硫酸盐等。

## 製備
在 -20°C 及無水之情況下，可通過乙醚，以硫化氫、三氧化硫，或使用硫代硫酸鈉及鹽酸製備硫代硫酸：
H2S + SO3 → H2S2O3·nEt2O
Na2S2O3 + 2HCl → 2NaCl + H2S2O3·2Et2O
該酸在-5°C以上會分解為三氧化硫及硫化氫：
H2S2O3 → H2S + SO3

## 化學特性
異構體(O=)2S(−OH)(−SH)比異構體(O=)(S=)S(−OH)2更加稳定
兩個硫原子的平均氧化數為+2：
H2 S0 S+4 O3